# دونكي كونغا
دونكي كونغا (بالإنجليزية: Donkey Konga‎؛ باليابانية: ドンキーコンガ) هي سلسلة ألعاب فيديو إيقاع لنظام غيم كيوب من بطولة القرد دونكي كونغ، طورتها نامكو ونشرتها نينتندو. صُمِمَت ألعاب السلسلة لِتُلعَب باستخدام جهاز تحكم يسمى دي كيه بونغوز (بالإنجليزية: DK Bongos)‏ والتي تشبه طبلي بونغو صغيرين، ولكن يمكن تشغيلها اختياريًا باستخدام أجهزة تحكم غيم كيوب التقليدية.
طُوِّرَت دونكي كونغا من قبل الفريق المسؤول عن تطوير سلسلة تايكو نو تاتسوجين. وتشمل الأغاني أغاني مثل «لوي لوي» و«وي ويل روك يو» و«شاينينغ ستار» و«روك لوبستر» و«لوزيغ ماي ريليجن». هناك مقاطع صوتية من امتياز ماريو وسلسلة ذا ليجند أوف زيلدا ومقاطع أخرى ذات صلة بـنينتندو. تحتوي النسخ اليابانية وأمريكا الشمالية ومنطقة بتل على قوائم مقاطع مختلفة، وفي إصدار أمريكا الشمالية من أول لعبتين، تُختَصَر جميع الأغاني المرخصة غير نينتندو / التقليدية تقريبًا. تحتوي أول لعبتين على حوالي 30 مقطعًا لكل منهما، حسب المنطقة؛ بينما يمتلك دونكي كونغا 3 58.

## الحبكة
يتسكع دونكي كونغ وديدي كونغ على الشاطئ ذات يوم عندما يصادفان بعض الأشياء الغامضة التي تشبه البراميل. خوفًا من أن يكون لديهم علاقة بالملك ك. روول، أخذوهم إلى كرانكي كونغ. يشرح كرانكي أنهم طبول البونغو، لذا يحاول دونكي اللعب بها. يحاول ديدي أن يفعل ذلك أيضًا. ثم، عندما يصفق دونكي، يبدأ البونغو في التوهج. يشرح كرانكي أن البونغو لديها نوع من القوة بداخلها. يستمر دونكي وديدي في لعب البونغو، لكن كلاهما يلعبان بشكل رهيب. وينصحهم كرانكي بالتدرب. في البداية كانوا ضد هذا، لكنهم أدركوا بعد ذلك أنه إذا كان بإمكانهم أن ينجحوا في لعب البونغو، فيمكنهم شراء أكبر عدد ممكن من الموز، لذلك يبدأون في التدرب.

## الألعاب

### دونكي كونغا 2
دونكي كونغا 2 (بالإنجليزية: Donkey Konga 2‎؛ باليابانية: ドンキーコンガ2) هي تكملة للعبة دونكي كونغا التي صدرت عام 2004، وهي لعبة فيديو حيث يجب على اللاعب أن يدق على جهاز تحكم خاص يشبه البرميل يسمى دي كيه بونغوز جنبًا إلى جنب مع أغنية مختارة.
نقطة البيع الرئيسية لدونكي كونغا 2 هي أكثر من 30 مقطعًا صوتيًا جديدًا للعب مع البونغوز. تشمل الميزات الأخرى رسومات محسّنة قليلاً، وتضمين بعض شخصيات دونكي كونغ الكلاسيكية ومجموعة متنوعة من الألعاب المصغرة الجديدة.
هذه هي لعبة دونكي كونغ الوحيدة التي صُنِفَت على أنها Teen في أمريكا الشمالية، لأنها تحتوي على كلمات غير مناسبة للاعبين الأصغر سنًا. ظهرت في مناطق أخرى كلمات أكثر ملاءمة للاعبين الشباب، وبالتالي حصلت على تصنيفات أخف.

### دونكي كونغا 3
دونكي كونغا 3 (بالإنجليزية: Donkey Konga 3)‏ هي لعبة فيديو إيقاعية طورتها نامكو ونشرتها نينتندو. قبل إصدار الجزء الثاني من دونكي كونغا في أمريكا الشمالية، بدأ كل من نينتندو ونامكو بالتخطيط للجزء الثالث في السلسلة، ولكن على عكس الجزئين السابقين، لم تصدر إلا في اليابان في 17 مارس 2005.
تحتوي دونكي كونغا 3 على إجمالي 57 مقطعًا صوتيًا (لم يتكرر في أي من الأجزاء السابقة)، أكثر من 20 مقطعًا صوتيًا أكثر من أول لعبتين. 35 من هذه الألحان هي تقليدية معتادة، وبوب، واختيارات اللعبة، وضُمِنَ 21 لحنًا إضافيًا من ألعاب فاميكوم. كما تحتوي على جميع الألعاب المصغرة الجديدة.

## التقييم

### دونكي كونغا
| التقييم |            |
| --- | ---------- |
| مجموع النقاط المجموع نقاط ميتاكريتيك 76/100 نتائج المراجعة نشرة نقاط إدج 7/10 إلكترونك غيمينغ مونثلي 7.5/10 يورو غيمر 6/10 فاميتسو 31/40 غيم إنفورمر 7/10 غيم ريفولوشن B غيم برو غيم سبوت 7.5/10 غيم سباي آي جي إن 8.5/10 نينتندو لايف نينتندو باور 4.2/5 مكسيم 8/10 سيدني مورنينغ هيرالد |            |
| مجموع النقاط |            |
| المجموع | نقاط       |
| ميتاكريتيك | 76/100     |
| نتائج المراجعة |            |
| نشرة | نقاط       |
| إدج | 7/10       |
| إلكترونك غيمينغ مونثلي | 7.5/10     |
| يورو غيمر | 6/10       |
| فاميتسو | 31/40      |
| غيم إنفورمر | 7/10       |
| غيم ريفولوشن | B          |
| غيم برو | 3/5 stars  |
| غيم سبوت | 7.5/10     |
| غيم سباي | 4/5 stars  |
| آي جي إن | 8.5/10     |
| نينتندو لايف | 8/10 stars |
| نينتندو باور | 4.2/5      |
| مكسيم | 8/10       |
| سيدني مورنينغ هيرالد | 4/5 stars  |

تلقت دونكي كونغا «تقييمات إيجابية بشكل عام» وفقًا لموقع تجميع المراجعة ميتاكريتيك.

قيَّمت مجلة مكسيم اللعبة ثماني درجات من أصل عشرة، وقال إنه يجب إضافة أربعة بونغو «من أجل إنشاء دين مسعور غير مقدس يناسب طقوس التضحية العذري.» أعطتها صحيفة سيدني مورنينغ هيرالد أربعة نجوم من أصل خمسة وقالت: «مستوى المبتدئين في غاية السهولة، لكن كونغا أصبحت لاحقًا صعبًة للغاية، مع حالة من الذعر المرتبك المثير للمرح عندما تبدأ في التخلف ومستويات مذهلة من التركيز مطلوبة للتصفيق بدلاً من الطبلة. الهستيريا سرعان ما تسود.» لكن نيويورك تايمز أعطتها مراجعة مختلطة وقالت: «قبل أن تشتري كونغا، حاول التصفيق مع كل أغنية في الراديو لمدة نصف ساعة وانظر كيف تشعر في النهاية.»
فازت دونكي كونغا بجائزة في مؤتمر مطوري الألعاب لأفضل «ابتكار» في عام 2005.

### دونكي كونغا 2
| التقييم |             |
| --- | ----------- |
| مجموع النقاط المجموع نقاط ميتاكريتيك 69/100 نتائج المراجعة نشرة نقاط يورو غيمر 5/10 غيم إنفورمر 7/10 غيم سبوت 6.9/10 غيم سباي غيم تريلرز 8/10 غيم زون 7.8/10 آي جي إن 8/10 نينتندو باور 3.9/5 ديترويت فري بريس |             |
| مجموع النقاط |             |
| المجموع | نقاط        |
| ميتاكريتيك | 69/100      |
| نتائج المراجعة |             |
| نشرة | نقاط        |
| يورو غيمر | 5/10        |
| غيم إنفورمر | 7/10        |
| غيم سبوت | 6.9/10      |
| غيم سباي | 3.5/5 stars |
| غيم تريلرز | 8/10        |
| غيم زون | 7.8/10      |
| آي جي إن | 8/10        |
| نينتندو باور | 3.9/5       |
| ديترويت فري بريس | 2/4 stars   |

تلقت دونكي كونغا 2 تقييمات «متوسطة» وفقًا لميتاكريتيك.

## الملاحظات
1. ↑  يُعرف أيضًا باسم: دونكي كونغ بونغوز (بالإنجليزية: Donkey Kong Bongos)‏.
2. ↑  تُعرف اللعبة في اليابان باسم: دونكي كونغا 2: هيت سونغ برايد! (بالإنجليزية: Donkey Konga 2: Hit Song Parade!)‏.
3. ↑  تٌعرف اللعبة في اليابان بإسم: دونكي كونغا 3: تابيهوداي! هارو موغيتايت 50 كيوكو (بالإنجليزية: Donkey Konga 3: Tabehōdai! Haru Mogitate 50 Kyoku‎؛ باليابانية: ドンキーコンガ3 食べ放題！春もぎたて50曲؟).